# Crotalaria cuspidata
Crotalaria cuspidata är en ärtväxtart som beskrevs av Paul Hermann Wilhelm Taubert. Crotalaria cuspidata ingår i släktet sunnhampor, och familjen ärtväxter. Inga underarter finns listade i Catalogue of Life.